# A Vének (szervezet)

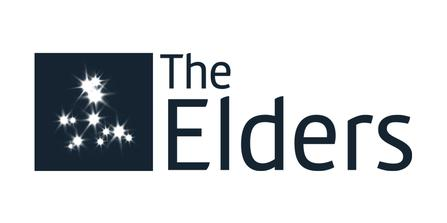
Logo

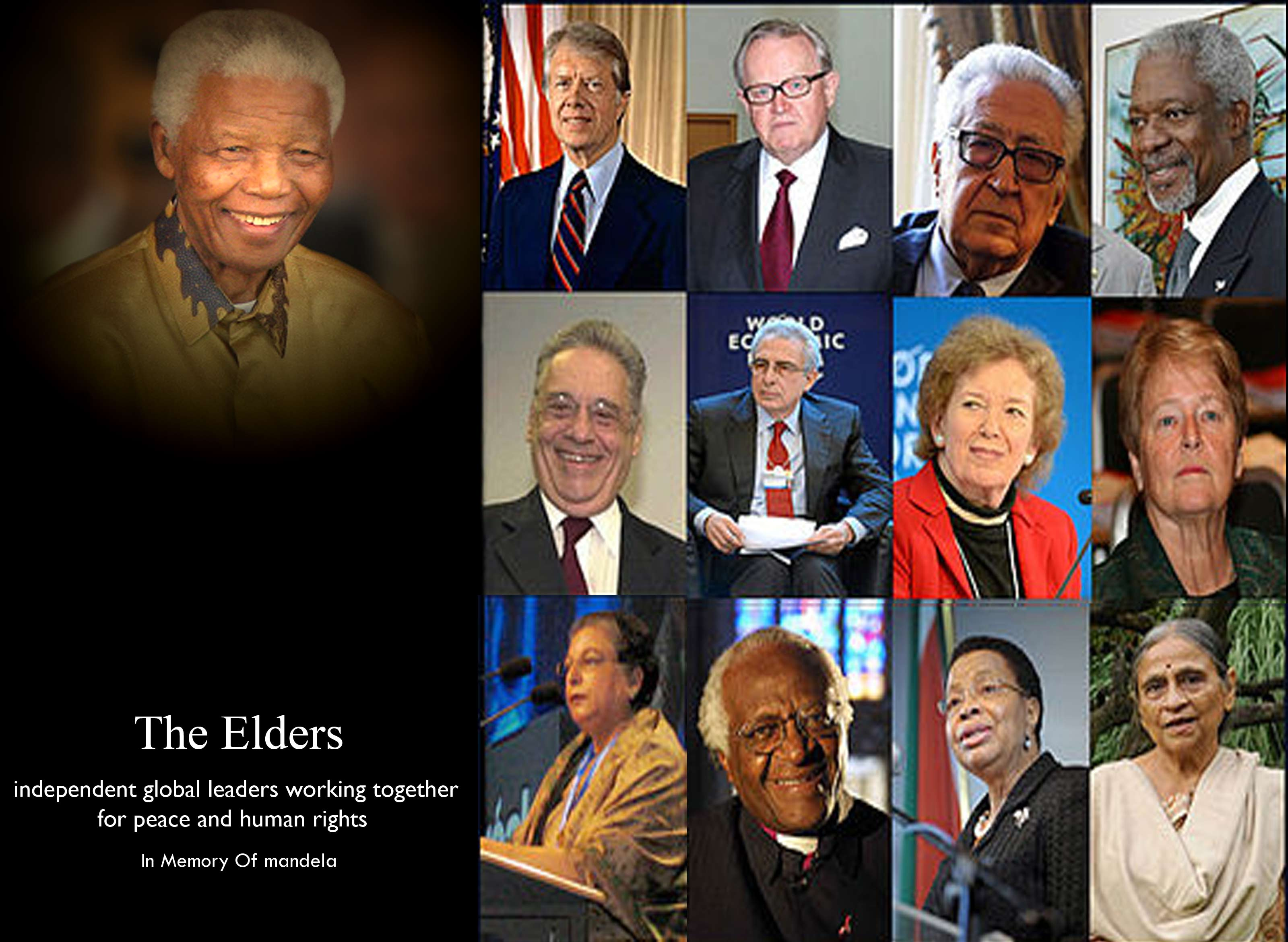
Mandela, Carter, Ahtisaari, Brahimi, Annan, Cardoso, Zedillo, Robinson, Brundtland, Jilani, Tutu, Machel, Bhatt

A Vének egy nemzetközi nem kormányzati szervezet, amely idős államfőket, béke és emberi jogi aktivistákat tömörít. A szervezetet 2007-ben Nelson Mandela alapította azzal a céllal, hogy „majdnem 1000 év kollektív tapasztalatával” dolgozzanak látszólag megoldhatatlan problémákon. Így az éghajlatváltozáson, a HIV, az AIDS és a szegénység problémáján. Valamint, hogy politikai függetlenségüket felhasználva segítsenek megoldani a világpolitika konfliktusait. 

## Története
A Vének vezetője jelenleg Kofi Annan korábbi ENSZ főtitkár. A csoport létrehozását Richard Branson angol milliomos, Peter Gabriel zenész, emberjogi aktivista és a korábbi dél-afrikai elnök Nelson Mandela kezdeményezte. A csoport 2007. július 18-án alakult Johannesburgban.
A megnyitó ünnepségen egy üres széket tartottak fenn a színpadon Aun Szan Szu Kjinek, a börtönben ülő burmai emberi jogi aktivistának. A megnyitón jelen volt Kofi Annan, Jimmy Carter, Graça Machel, Nelson Mandela, Mary Robinson, Desmond Tutu, Muhámmád Junusz és Li Csaohszing. A megnyitón nem jelent meg Ela Bhatt, Gro Harlem Brundtland, Lakhdar Brahimi és Fernando Henrique Cardoso akik úgyszintén alapító tagjai a szervezetnek. Martti Ahtisaari 2009-ben, Hina Jilani és Ernesto Zedillo pedig 2013-ban csatlakozott a csoporthoz. 

## Aktív tagok
|  | Gro Harlem Brundtland (1939–) | norvég politikus, diplomata          | Norvégia miniszterelnöke (1986-1989, 1990-1996)az Egészségügyi Világszervezet igazgatója (1998-2003) |
|  | Hina Jilani (1953–)           | pakisztáni emberi jogi aktivista.    | |
|  | Graça Machel (1945–)          | mozambiki politikus                  | Mozambik oktatási minisztere(1975-1989)                                                              |
|  | 'Mary Robinson' (1943–)       | ír politikus                         | Írország elnöke (1990-1997),az ENSZ emberi jogi főbiztosa (1997-2002)                                |
|  | 'Ernesto Zedillo' (1951–)     | mexikói politikus                    | Mexikó elnöke (1994-2000)                                                                            |
|  | Ricardo Lagos (1938–)         | chilei politikus                     | Chile elnöke (2000-2006)                                                                             |
|  | Ban Ki Mun (1944-)            | dél-koreai diplomata                 | Dél-Korea külügyminisztere (2004-2006)Az ENSZ főtitkára (2007-2016)                                  |
|  | Ellen Johnson Sirleaf (1938-) | Nobel-békedíjas, libériai politikus  | Libéria elnöke (2006-2018)                                                                           |
|  | Juan Manuel Santos (1951-)    | Nobel-békedíjas, kolumbiai politikus | Kolumbia elnöke (2010-2018)                                                                          |
|  | Zeid Raad al-Husszein (1964-) | jordániai diplomata                  | az ENSZ emberi jogi főbiztosa (2014-2018)                                                            |

### Tiszteletbeli tagok
|  | Lakhdar Brahimi (1934–)           | algériai diplomata                  | Algéria külügyminisztere (1991-1993),az ENSZ és az Arab Liga megbízottja Szíriában (2012-2014) |
|  | Fernando Henrique Cardoso (1931–) | brazil politikus                    | Brazília elnöke (1995-2003)                                                                    |
|  | Martti Ahtisaari (1937–)          | Nobel-békedíjas finn diplomata      | Finnország elnöke (1994-2000)                                                                  |
|  | Jimmy Carter (1924–2024)          | Nobel-békedíjas amerikai politikus, | az Amerikai Egyesült Államok elnöke (1977-1981)                                                |

### Korábbi tagok
|  | Nelson Mandela (1918–2013) | Nobel-békedíjas, dél-afrikai politikus                                     | Dél-Afrikai Köztársaság elnöke (1994-1999)               |
|  | 'Nelson Mandela' (1940–)   | Nobel-békedíjas, bangladesi közgazdász                                     | a Grámin Bank vezetője (1983-)                           |
|  | Aun Szan Szu Kji (1940–)   | Nobel-békedíjas, burmai politikus                                          | Mianmar miniszterelnöke (2016-)                          |
|  | Li Csaohszing (1940–)      | kínai politikus                                                            | Kína külügyminisztere (2003-2007)                        |
|  | Kofi Annan (1938–2018)     | Nobel-békedíjas, ghánai diplomata                                          | az ENSZ főtitkára (1997-2007)                            |
|  | Desmond Tutu (1931–2021)   | Nobel-békedíjas, dél-afrikai anglikán egyházi vezető,emberi jogi aktivista | Fokváros érseke (1986-1996)                              |
|  | Ela Bhatt (1933–2022)      | indiai aktivista                                                           | az Indiai Nők Vállalkozó Szervezetének alapítója.(1972). |

## Tevékenységük
A Vének csoport két fő tevékenysége, hogy elősegítésék a párbeszédet a nemzetközi béke megteremtése érdekében valamint, erőfeszítéseket tesznek, hogy enyhítsék az emberi szenvedést. Harcolnak a szegénység, az igazságtalanság és az intolerancia ellen.

### Irán
A Vének támogatják, hogy Irán és a nemzetközi közösség között megkezdődjön a párbeszéd. Valamint ösztönzik Iránt, hogy játsszon stabilizációs szerepet a Közel-Keleten. 2014 januárjában Kofi Annan vezetésével a Vének egy delegációt küldtek Iránba. Martti Ahtisaari, Lakhdar Brahimi, Desmond Tutu és Ernesto Zedillo találkozott az ország vezetőivel. Hasszán Rohani elnökkel beszéltek Irán regionális problémáiról, valamint a nemzetközi szinten terjedő erőszakról, de téma volt az emberi jogok és a szíriai válság is. A Vének arra ösztönözték az Iráni vezetést, hogy folytassák a párbeszédet a külvilággal.